# Филис Уитли
Филис Уитли (на англ.: Phillis Wheatley; 8 май 1753 — 5 декември 1784) е първата афроамериканска поетеса и първата афроамериканка, публикувала книга. Родена в Сенегамбия, тя е похитена и продадена в робство на 7- или 8-годишна възраст и отведена в Северна Америка. Купена е от семейство Уитли от Бостън, които я научават да чете и пише, а по-късно окуражават поетичното ѝ творчество.
Публикуването на нейните „Поеми по разни въпроси, религиозни и морални“ (1773 г.) ѝ донася слава както в Англия, така и в Тринайсетте колонии. По време на посещението ѝ в Англия, заедно със сина на господаря ѝ, афроамериканският поет Джупитер Хамън оказва почит към работата ѝ в своя поема. След смъртта на господаря си, Джон Уитли, Филис се еманципира. Скоро след това се жени, но със съпруга си губят две деца още като пеленачета. След като мъжът ѝ влиза в затвора за дългове през 1784 г., Филис изпада в бедност, заболява и умира, малко преди да почине и последния ѝ син, също все още бебе.